# Lista de prefeitos de Epitaciolândia
Esta é a lista de prefeitos do município de Epitaciolândia, estado brasileiro do Acre.
| Nº | Nome                                                                 | Imagem                | Partido                                      | Início do mandato      | Fim do mandato                          | Observações                           |
| 1  | José Ronaldo Pessoa Pereira (Brasiléia, 07.08.1959–)                 |                       | Partido Democrático Trabalhista PDT          | 1° de janeiro de 1993  | 31 de dezembro de 1996                  | Prefeito eleito em sufrágio universal |
| 2  | Luiz Brandão Hassem (Brasiléia, 09.09.1953–)                         |                       | Partido Progressista Brasileiro PPB          | 1° de janeiro de 1997  | 31 de dezembro de 2000                  | Prefeito eleito em sufrágio universal |
| 3  | João Sebastião Flores da Silva (Brasiléia, 07.04.1962–)              |                       | Partido Progressista Brasileiro PPB          | 1° de janeiro de 2001  | 31 de dezembro de 2004                  | Prefeito eleito em sufrágio universal |
| 4  | José Ronaldo Pessoa Pereira (Brasiléia, 07.08.1959–)                 |                       | Partido Socialista Brasileiro PSB            | 1° de janeiro de 2005  | 31 de dezembro de 2008                  | Prefeito eleito em sufrágio universal |
| 4  | José Ronaldo Pessoa Pereira (Brasiléia, 07.08.1959–)                 | 1° de janeiro de 2009 | Partido Socialista Brasileiro PSB            | 31 de dezembro de 2012 | Prefeito reeleito em sufrágio universal |                                       |
| 5  | André Luiz Pereira Hassem (Brasiléia, 29.06.1978–)                   |                       | Partido da Social Democracia Brasileira PSDB | 1° de janeiro de 2013  | 31 de dezembro de 2016                  | Prefeito eleito em sufrágio universal |
| 6  | João Sebastião Flores da Silva, Tião Flores (Brasiléia, 07.04.1962–) |                       | Partido Socialista Brasileiro PSB            | 1° de janeiro de 2017  | 31 de dezembro de 2020                  | Prefeito eleito em sufrágio universal |
| 7  | Sérgio Lopes de Souza, Delegado Sérgio Lopes (Mantena, 05.12.1976–)  |                       | Partido da Social Democracia Brasileira PSDB | 1° de janeiro de 2021  | 31 de dezembro de 2024                  | Prefeito eleito em sufrágio universal |
| 7  | Sérgio Lopes de Souza, Delegado Sérgio Lopes (Mantena, 05.12.1976–)  | Partido Liberal PL    | 1° de janeiro de 2025                        | Atualidade             | Prefeito reeleito em sufrágio universal |                                       |